# Respublika (газета)
«Республика» — изначально ежедневная, а впоследствии еженедельная газета, издаваемая с 16 сентября 1989 года в Вильнюсе .

## История
1989 — 1990 гг. — ежедневная газета «Саюдиса», а с 1990 года — независимая ежедневная газета.
1991 — 1996 гг. выпускалась концерном TTL, 1996-1998 гг. — компанией «Respublika», а с 1998 г. — компанией «Respublikos leidiniai». С 1991 года публикуется на русском языке.
1989—2014 гг. — ежедневная газета, а с 2014 г. — еженедельная газета.

## Respublika.lt
В мае 2007 года «Respublikos leidiniai» учредила новостной сайт Delfis.lt, объявив, что его владельцем будет Антон Тунила, но по запросу портала Delfi.lt этот домен был изъят еще до его запуска и его использование было запрещено. В итоге сайт начал работать под названием Delfinas.lt, вскоре переименованный в Tunyla.lt, но в начале сентября он обосновался под доменным именем Vakarozinios.lt, соответствующим названию одной из газет «Vakaro žinios».
В апреле 2009 года домен Vakarozinios.lt был перенаправлен на Respublika.lt. Новостной сайт работает под этим именем до сих пор, но позже был также восстановлен домен Vakarozinios.lt, который действует как зеркало Respublika.lt .
На сайте Respublika.lt публикуются наиболее важные публикации газет «Respublika» и «Vakaro žinios».